# Matej Susič
Matej Susič (tudi Matej Sussi), slikar, ilustrator in grafik, * 4. januar 1972, Trst.

## Življenje in delo
Matej Susič (do leta 2023 s priimkom Sussi) se je rodil v Trstu, oče Emidij, mati Lučka (rojena Peterlin). Slovenske obvezne šole je obiskoval na Opčinah, leta 1991 je maturiral na Državnem klasičnem liceju Franceta Prešerna v Trstu. Nato je pet let živel v Rimu, kjer je študiral na Višji šoli za industrijsko oblikovanje (Istituto Superiore per le Industrie Artistiche – Design). V študentskih letih v Rimu se je navdušil nad akvareli, ki so od tedaj njegova najpogostejša slikarska tehnika. Po vrnitvi v rodno mesto se je zaposlil pri tržaški založbi Mladika kot grafični oblikovalec , kjer skrbi za oblikovanje mesečnika Mladika in najrazličnejših knjig.
Matej Susič je že od mladih let vzljubil ilustracije, stripe in risanke ter jih vestno risal. Kmalu je postal član SZSO - Slovenske zamejske skavtske organizacije in je mnogo let sodeloval pri skavtskem glasilu Jambor kot risar in ilustrator. Njegova umetniška pot se dotika tudi fotografije, grafike in ilustracij. Ilustriral in oblikoval je več otroških slikanic , pravljic, vabil, plakatov, koledarjev itd. Več let tudi razstavlja svoje akvarele na individualnih  ali skupinskih razstavah .
Leta 2015 je ilustriral knjigo Ptičje kvatre , ki si je zaslužila nagrado Zlata hruška . Leta 2022 je bil tudi deležen iste založniške nagrade  za drugi del oziroma nadaljevanje knjige Ptičje kvatre 2 .
Leta 2007 je ilustriral celo serijo učbenikov za tujce z naslovom Dogodivščine družine Talpa (Le avventure della famiglia Talpa), ki je namenjena italijanskim otrokom .
Leta 2012 je prispeval slikovne priloge za vsak mesec Koledarju Goriške Mohorjeve družbe .
V prostem času se posveča športu in petju, saj poje v mešanem pevskem zboru Jacobus Gallus iz Trsta in v cerkvenem pevskem zboru Sv. Jerneja z Opčin, občasno še v kakšni drugi zasedbi, če ga tja povabijo.